# Hamburguesa

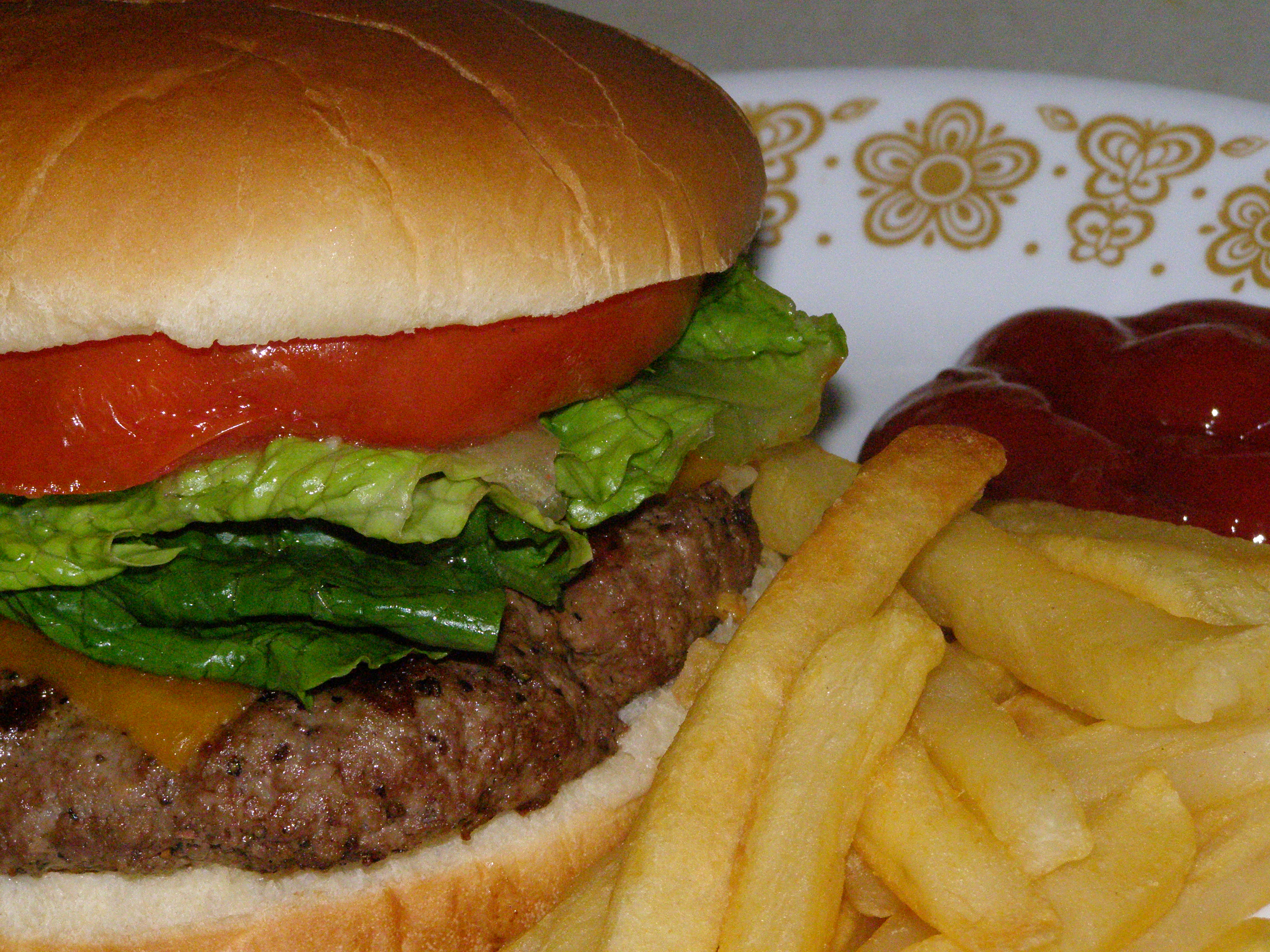
Hamburguesa casera acompañada de papas fritas, kétchup, mayonesa, tomate y hoja de lechuga.

Una hamburguesa es un emparedado que contiene, generalmente, carne picada o de origen vegetal, aglutinada en forma de filete cocinado a la parrilla o a la plancha, aunque también puede freírse u hornearse. Fuera del ámbito de habla hispana, es más común encontrar la denominación estadounidense burger, acortamiento de hamburger. Se presenta en un bollo de pan ligero partido en dos que posee forma de óvalo o redondeada. Suele estar acompañada de aros de cebolla, hojas de lechuga, alguna rodaja de tomate, láminas de encurtidos y papas fritas. Se suele aliñar con algún condimento, como puede ser la salsa de tomate (o kétchup), la mostaza, el relish, o la mayonesa, entre otros. En el caso de que se ponga una lámina de queso procesado, se convierte en una hamburguesa con queso (cheeseburger), denominada a veces hamburguesa amarilla.
La invención del bocadillo de hamburguesa en el siglo XIX es polémica, ya que diversos autores se atribuyen haber sido los primeros en haber puesto un filete de carne picada  (hamburger steak) entre dos panecillos. La hamburguesa creció durante el siglo XX junto a la aparición del concepto comida rápida y durante ese siglo fue adquiriendo un simbolismo especial. Forma parte de uno de los alimentos icono de la cocina estadounidense (junto al pollo frito y la tarta de manzana). La primera cadena de restaurantes que puso en circulación la hamburguesa como comida rápida fue White Castle en la década de 1920 (cuyo ideólogo fue Edgar Waldo «Billy» Ingram), y posteriormente durante la década de 1940 con McDonald's (asumida por el ejecutivo Ray Kroc), así como Burger King. La hamburguesa es, en la actualidad, un alimento tan popular que aparece con sus diversas variantes en casi todas las culturas, al igual que otros alimentos, como pueden ser la pizza, el perrito caliente y los tacos.

## Historia

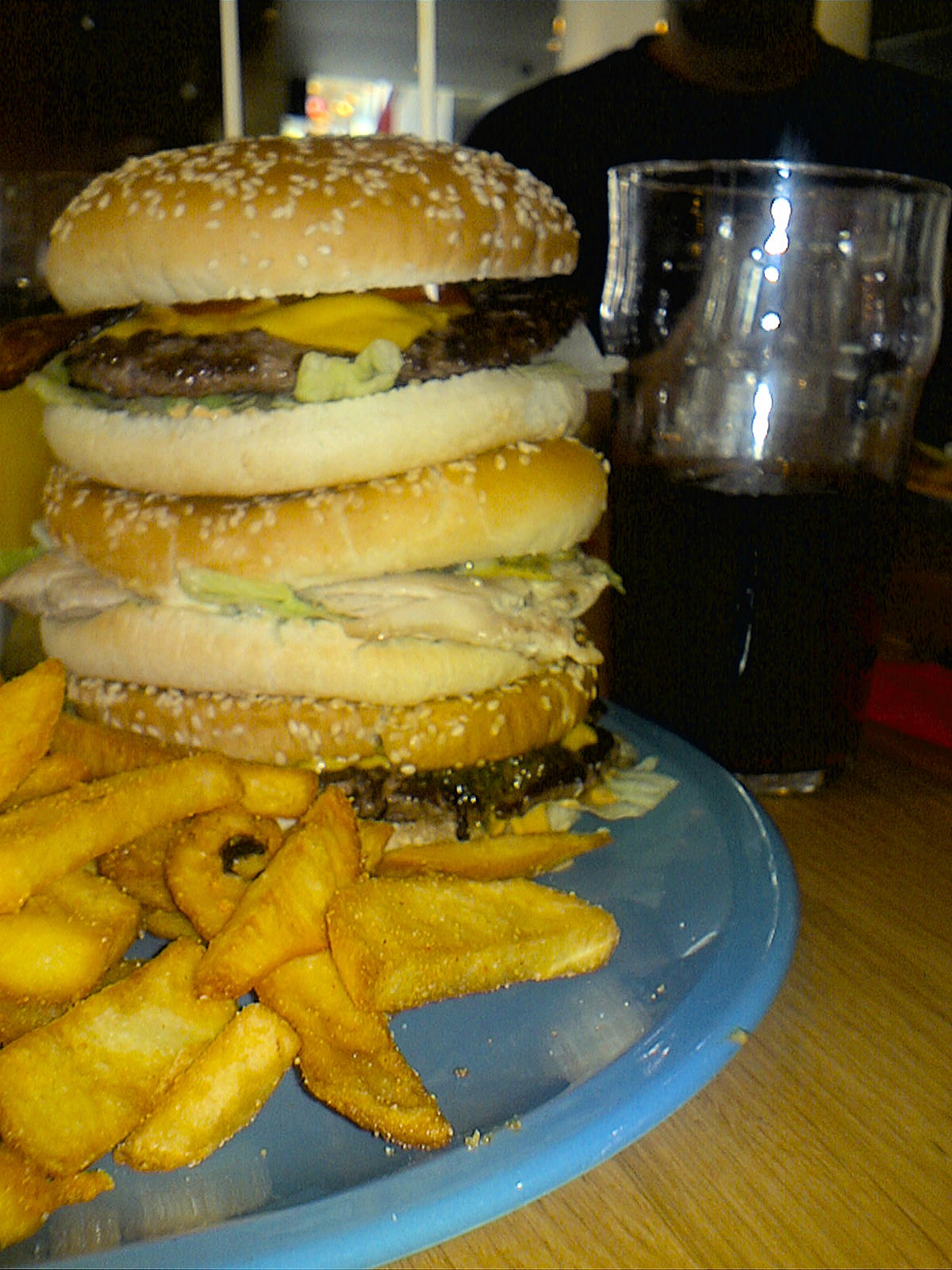
Un «tráiler» de hamburguesas con su típico acompañamiento y bebida de cola

Los siguientes datos históricos acerca de la receta de la primera hamburguesa proceden de la gastronomía de las tribus mongolas y turcas, que en el siglo XIV ya picaban en tiras la carne de ganado de baja calidad para hacerla más comestible. La receta de la carne picada llegó a Alemania a través de los tártaros de origen ruso (steak tartar), que comen la carne cruda y condimentada con especias. Se tiene conocimiento de un plato similar más antiguo del Imperio romano, que consistía en un tipo de hamburguesa elaborada con carne de res picada con piñones, sal y vino pasado, y servida en el interior de pan. Cabe resaltar que no fue hasta la invención de la máquina de picar carne cuando tomó la posibilidad de ser elaborada en grandes cantidades, pudiendo combinarla con grasa y otros tejidos.
La palabra proviene de la ciudad de Hamburgo, en Alemania, el puerto más grande de Europa en tal época. Posteriormente fueron los inmigrantes alemanes de finales del siglo XIX quienes introdujeron en los Estados Unidos el plato llamado filete estadounidense al estilo Hamburgo (en Alemania existe todavía en Hamburgo lo que se denomina frikadelle y se trata de una protohamburguesa). Un alimento muy similar es el rundstück warm. El documento más antiguo que hace referencia a este plato es una carta del Delmonico's Restaurant, que en 1834 ya la ofrecía a su clientela. En 1895 un chef llamado Louis Lassen, de Connecticut, Estados Unidos, elabora la primera hamburguesa en Norteamérica; la receta se la dieron unos marineros provenientes del puerto de Hamburgo.
Hoy en día su origen es discutido, puesto que diferentes comarcas de los Estados Unidos reclaman ser los inventores de la hamburguesa moderna. Una de las historias proviene de la ciudad de Seymour, Wisconsin, donde en 1885 a Charlie Nagreen, cuando tenía quince años de edad, trabajando en su puesto de comida de la feria estatal se le ocurrió resolver un problema: sus clientes querían pasear por la feria mientras comían, y necesitaban una forma práctica para hacerlo. Charlie colocó la carne entre dos rebanadas de pan, denominándola hamburguesa. El éxito fue tal que pronto aparecieron más inventores, como Frank Menches, en 1892, durante la Feria del Condado de Akron, Ohio. Lo único cierto es que para la Feria Mundial de San Luis de 1904 la hamburguesa ya era muy famosa.
La primera cadena de hamburgueserías del mundo fue White Castle, fundada en Wichita, Kansas, en 1921 por el cocinero Walter A. Anderson y el corredor de seguros E. W. Ingram, cuyo ámbito era el Medio Oeste de los Estados Unidos. Ofrecían como novedad el pig stand, es decir, servían las hamburguesas sin la necesidad de abandonar el vehículo (drive-in). Algo similar hicieron en California los hermanos Dick y Ronald McDonald en el año 1948. Posteriormente, las hamburguesas fueron adoptando la imagen que proporcionaron las grandes cadenas de alimentación rápida.

## Ingredientes
Se puede decir que una hamburguesa es un emparedado de carne picada al que se le han ido añadiendo poco a poco diversos atributos: condimentos, guarniciones y otros. La evolución de este alimento ha hecho que sea tomada al final en un conjunto, y además a lo largo de su historia se ha ido añadiendo diferentes contenidos, como es la panceta, el queso estadounidense, la lechuga o los encurtidos. Todo ello hoy en día hace que la hamburguesa sea entendida a veces más como un menú que como un alimento compuesto de ingredientes. Su popularidad se debe, en gran medida, a la facilidad de elaboración y a la sencillez a la hora de ser ingerida, sin necesidad de platos o cubertería especial. 

### Carne picada

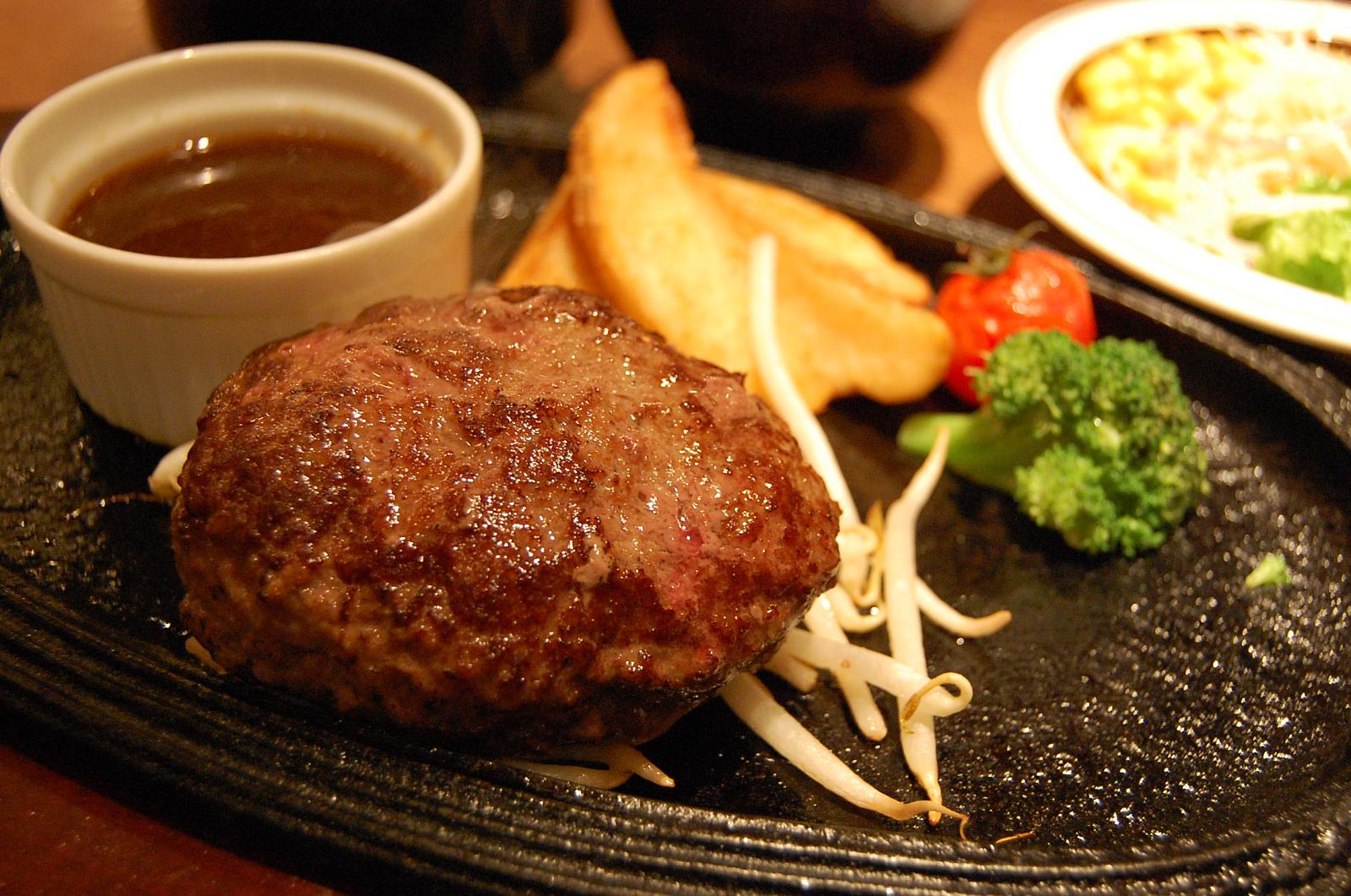
Una torta de carne elaborada en Japón

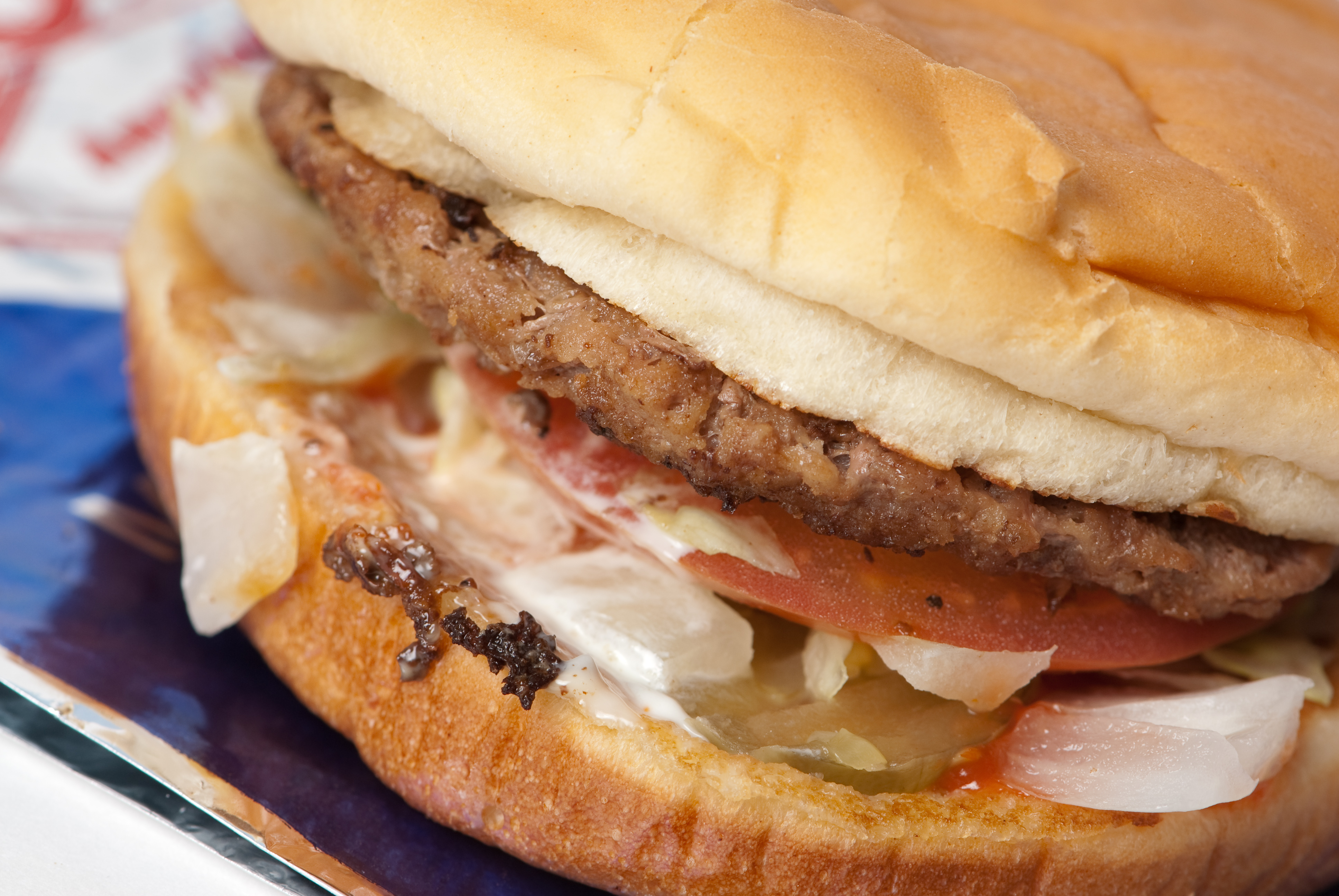
Una hamburguesa de Sonic Drive-In (EE. UU.)

Se puede decir que es el ingrediente más caro e importante de la hamburguesa. La carne picada es, desde hace tiempo, un ingrediente de diversos platos. En sus etapas primigenias la hamburguesa era un hamburger steak y poco a poco se añadieron los panecillos. La carne ha sido tradicionalmente de vacuno, aunque es posible ver algunos casos de mezcla (vacuno-cerdo). Asimismo, existen comercializaciones en las que se emplea carne de bisonte estadounidense (buffalo burger), carne de avestruz (ostrich burger) o de cérvidos, como puede ser el venado. Dentro de las variantes de carne de vacuno, existen algunas singulares que emplean razas de vacuno especiales, como la aberdeen angus (hamburguesa angus). La carne picada es conocida en otros platos. Se puede decir que es el elemento más controvertido de la hamburguesa, y esta es la razón por la que a veces se denomina hamburguesa a ciertos sándwiches que sin contener carne poseen la misma filosofía: hamburguesa vegetal (hamburguesa sin carne elaborada para vegetarianos), hamburguesa de pescado, etcétera. Algunos cocineros emplean tofu o seitán para poder ofrecer hamburguesas a las personas vegetarianas. En el caso de las gourmet burgers, la carne empleada es carne de ternera japonesa de raza wagyu. Es frecuente ver en los supermercados carne picada y con forma de disco, lista para ser cocinada. En muchos casos la carne de la hamburguesa se suele denominar filete ruso cuando se cocina sin emplear la presentación de sándwich. A finales de los años 1980 algunas cadenas intentaron picar la carne de las costillas, proporcionando una oportunidad para la industria alimentaria de ofrecer una elaboración de ingrediente de carne picada barata.
La carne picada se suele «aplastar» (generalmente con una espátula apropiada) hasta que tenga una forma de disco (en inglés se le denomina patty). Algunas cadenas de restaurantes históricas, como la estadounidense White Castle, las sirven de forma rectangular. En las compañías de restauración de comida rápida lo más habitual es que la carne se pique en la propia industria cárnica, se le proporcione la forma adecuada y en breve se congele en grandes sistemas de congelación para su almacenamiento. Estas piezas congeladas se distribuyen posteriormente en masa a los puntos de venta y van directamente a las freidoras o a las parrillas, según sea el método de cocinado. En pocos restaurantes se ofrece la carne fresca «no congelada». En los años 1990 se hizo un esfuerzo en las grandes compañías de restaurantes de comida rápida por recalcar el mensaje de «100 % carne de vacuno» para indicar al consumidor que estaba probando carne de vacuno sin añadidos extras como hígado o casquería. En algunos casos añadían proteína vegetal texturizada con la intención de reducir costes. Hay que pensar que resulta fácil enmascarar contenidos diversos procedentes de la industria cárnica en la carne picada. Es por esta razón por la que se hace un esfuerzo en demostrar que la carne presente es de vacuno y que no se han añadido elementos cárnicos diversos. 
Preocupa a menudo el contenido graso de la carne picada. Se sabe que puede rondar entre los 20 % a 40 % de peso. El caso es que el contenido graso de la carne, junto con la forma específica de ser cocinada (frita, barbacoa, al horno, al microondas, etcétera), resultan ser un factor relevante a la hora de definir el conjunto de sabores presentes. Por regla general, los valores más apreciados de ternura se asocian a contenidos altos de grasa y a preparaciones al horno de forma tradicional. No obstante, se han investigado mezclas de bajo contenido graso (en torno a los 10 %) con proteína de soja concentrada, proporcionando unos valores de sabor aceptables. En la actualidad existen hamburguesas que utilizan carne picada de pescado que posee características similares a la de la carne, como puede ser el atún las llamadas hamburguesas de atún. 

#### Preparación
A la carne picada suele añadírsele alguna sustancia ligante para que se compacte adecuadamente y pueda ser más fácil de ingerir, como el huevo o el pan rallado. La carne picada debe manipularse con extremo cuidado, debido a que puede tener bacterias que contaminan la carne y provocar intoxicaciones alimentarias, tal y como puede ser la causada por la Escherichia coli O157:H7. Es por esto por lo que conviene asar la carne lo más posible y que alcance una temperatura de 90 °C en su interior.
Las tendencias de cocinado de la carne picada de la hamburguesa pasan por dos procesos diferentes, que de forma mayoritaria son:
- Fritas: Generalmente, se vierten los pedazos en una sartén que contenga aceite caliente y se dejan freír hasta que la carne picada logre tener el punto deseado (véase también: temperatura de la carne). Es el método que emplea la cadena de comida rápida McDonalds.
- A la parrilla: En este caso se suele hacer la carne directamente sobre el calor de una fuente. Es el método más habitual en las barbacoas familiares. Este método de cocinado es el que emplea la cadena Burger King.

La diferencia estriba en el sabor final; dependiendo de los gustos, se prefiere un método sobre otro. Cabe pensar que la fritura es más grasienta, pero permite distinguir y realzar los sabores finales. En la actualidad se emplea también el horno microondas, sobre todo en las hamburguesas congeladas. En la mayoría de los casos suele emplearse unas láminas de cebolla puestas en su superficie para que sus aromas se mezclen con la carne, intensificando los sabores.

### Pan

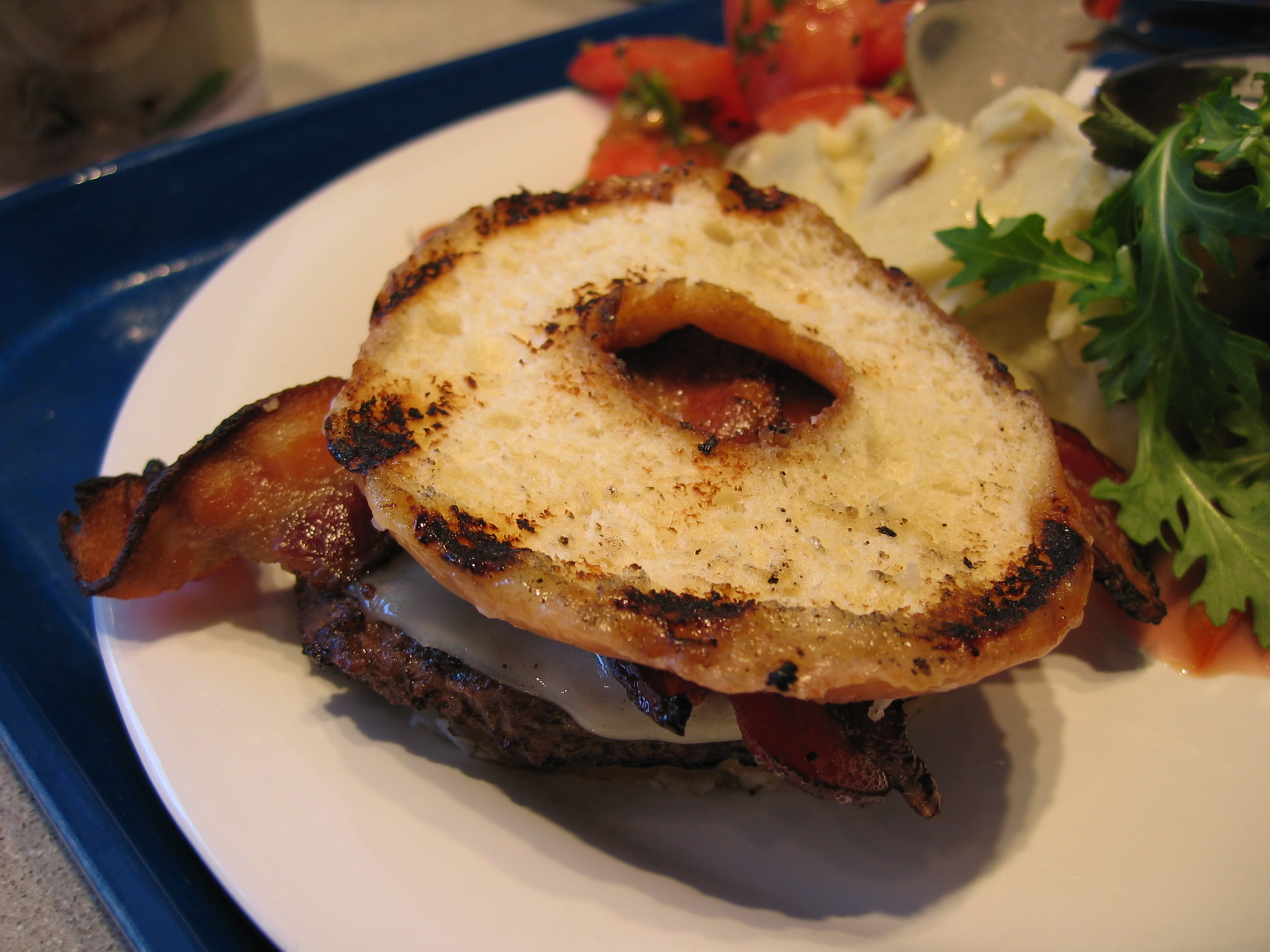
Una Luther burger elaborada con dónuts en lugar de panecillos

El pan es el segundo ingrediente básico de la hamburguesa y es, según muchos historiadores de la alimentación, el punto de inicio del descubrimiento de la hamburguesa. Es cierto que desde antes existieron el bocadillo y el sándwich como elementos entre dos rebanadas de pan (este último desde alrededor del 1765, cuando se le otorgó ese nombre en honor a un aristócrata inglés llamado John Montagu, IV Conde de Sándwich, a quien le gustaba comer de esa forma para poder jugar a las cartas sin mancharse los dedos). En la mayoría de los casos es un panecillo en forma esférica (en inglés se menciona como bun) y puede poseer un diámetro que oscila entre los ocho y diez centímetros. A este pan en Chile se le conoce como pan frica. Cabe mencionar que hay cadenas de restaurantes que ofrecen panecillos de forma rectangular (White Castle, donde son denominados sliders, o Krystal, ambas en Estados Unidos). La misión del pan en la hamburguesa es doble: por un lado, permite que sea un «alimento portable», debido a que es posible llevar la carne sujeta entre las dos rebanadas; y, por otra parte, las rebanadas permiten retener los sabores y aromas de su interior. En algunas ocasiones, sobre todo cuando se sirve en un plato, la hamburguesa se ofrece «abierta» y con una de las rebanadas (a veces con las dos). En otras ocasiones se sirve la hamburguesa insertada en un largo palillo (similar a un palillo de cóctel) con el objeto de proporcionar estabilidad al conjunto.
Big Boy es un restaurante que en 1936 empieza a operar mediante el cocinero Bob Wian en Glendale, California, inicialmente denominado Bob's Big Boy. Esta cadena comercializa un tipo de hamburguesas de gran tamaño, que denomina en sus menús double cheeseburger (hamburguesa doble con queso). Esta cadena es la primera en hacer posible una hamburguesa con dos pisos. Esto es posible poniendo entre los dos pedazos de carne un pedazo de pan en forma de disco. Esta idea la realizó posteriormente McDonalds y puso en funcionamiento con el Big Mac. En algunos casos se suele emplear pan de centeno en rodajas; un ejemplo es el patty melt.
El pan de hamburguesa se elabora con levadura, para que logre esponjarse, y un alto contenido de agua (superior al 50 % de harina de trigo). Lo característico del pan de hamburguesa es la forma en que se decora su superficie; a menudo, se le incluyen semillas de sésamo (no siempre). Por regla general, la masa de este pan es muy similar a la del pan de molde. Se ha innovado mucho en el tema del pan, de tal forma que pueden encontrarse hamburguesas con dónuts, como el Luther Burger, o el baguelburguer, que emplea dos rodajas de bagel. Se emplean por igual muffin, pan de pita, etcétera. En el caso de la Big Mac, se incluye un disco de pan entremedio de las dos porciones de carne picada con el fin de estabilizar la hamburguesa en su conjunto. En Asia se suele elaborar en algunas cadenas de restaurantes con arroz en lugar de con pan, la llamada hamburguesa de arroz. En India y Pakistán suelen elaborarse las hamburguesas con naan (hamburguesa naan).
Algunas personas en Venezuela sustituyen el pan por una arepa con el mismo relleno. En este caso se le suele llamar arepa gringa o musiúa.

### Queso

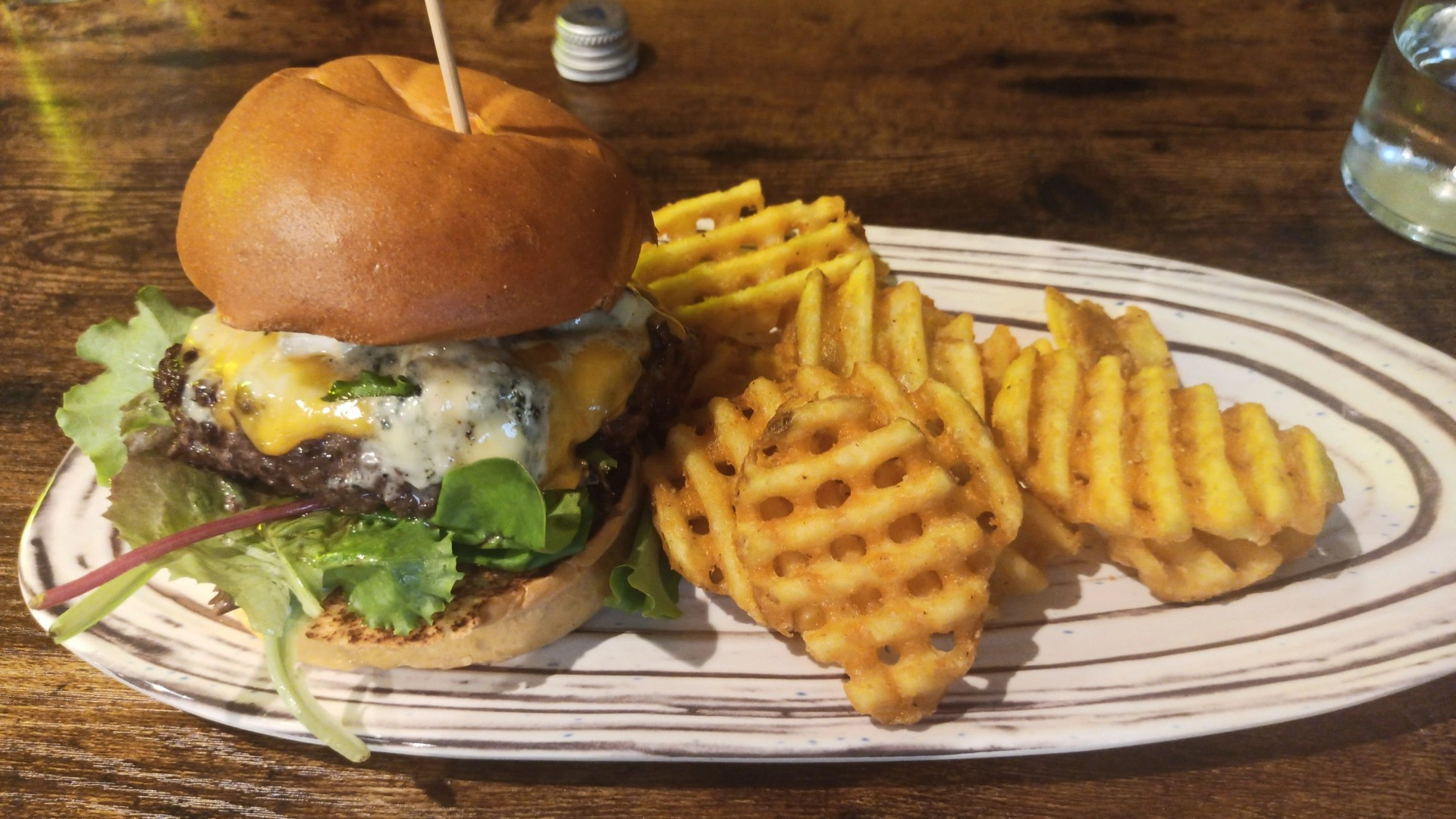
Hamburguesa con 4 tipos diferentes de queso.Ingredientes: 5 brotes, Cheddar, Risto de cabra, Roqueford, Raclettee & Gouda.

El queso se empleó por primera vez a finales de los años 1920. Su uso se hizo exclusivo en lo que se denomina cheeseburger. La autoría de la hamburguesa con queso ha sido reclamada por varios cocineros, uno de ellos es Lionel Sternberger de Rite Spot en Pasadena, California, que afirma que en el periodo entre 1924 y 1926 vendía hamburguesas con queso, siendo por esta razón que se le atribuye la invención de esta variante tan popular de la hamburguesa. Se sabe, por un menú de la época, que en 1928 el restaurante O'Dell servía a sus clientes de Los Ángeles hamburguesas con queso. El queso, ligeramente fundido ya aparece unido a la hamburguesa en las primeras décadas desde su invención. 
El queso se suele colocar en forma de finas láminas de unos escasos milímetros de espesor cuando la carne está en su última fase de calentamiento, y se deja que se derrita ligeramente sobre ella. La importancia de elegir un tipo de queso que sea sabroso tras su fundido es fundamental a la hora de elaborar una cheeeseburger. Suele emplearse por regla general queso procesado por ser el que mejor soporta las condiciones de fundido: por regla general es cheddar o Pepper Jack. En algunas ocasiones se suele emplear queso azul como el Maytag. Existe una variante de hamburguesa denominada Jucy Lucy (denominada también como Juicy Lucy, es decir "Jugosa Lucía") que contiene queso fundido dentro de la carne picada. El empleo de variedades de queso locales es muy habitual.

### Condimentos y añadidos

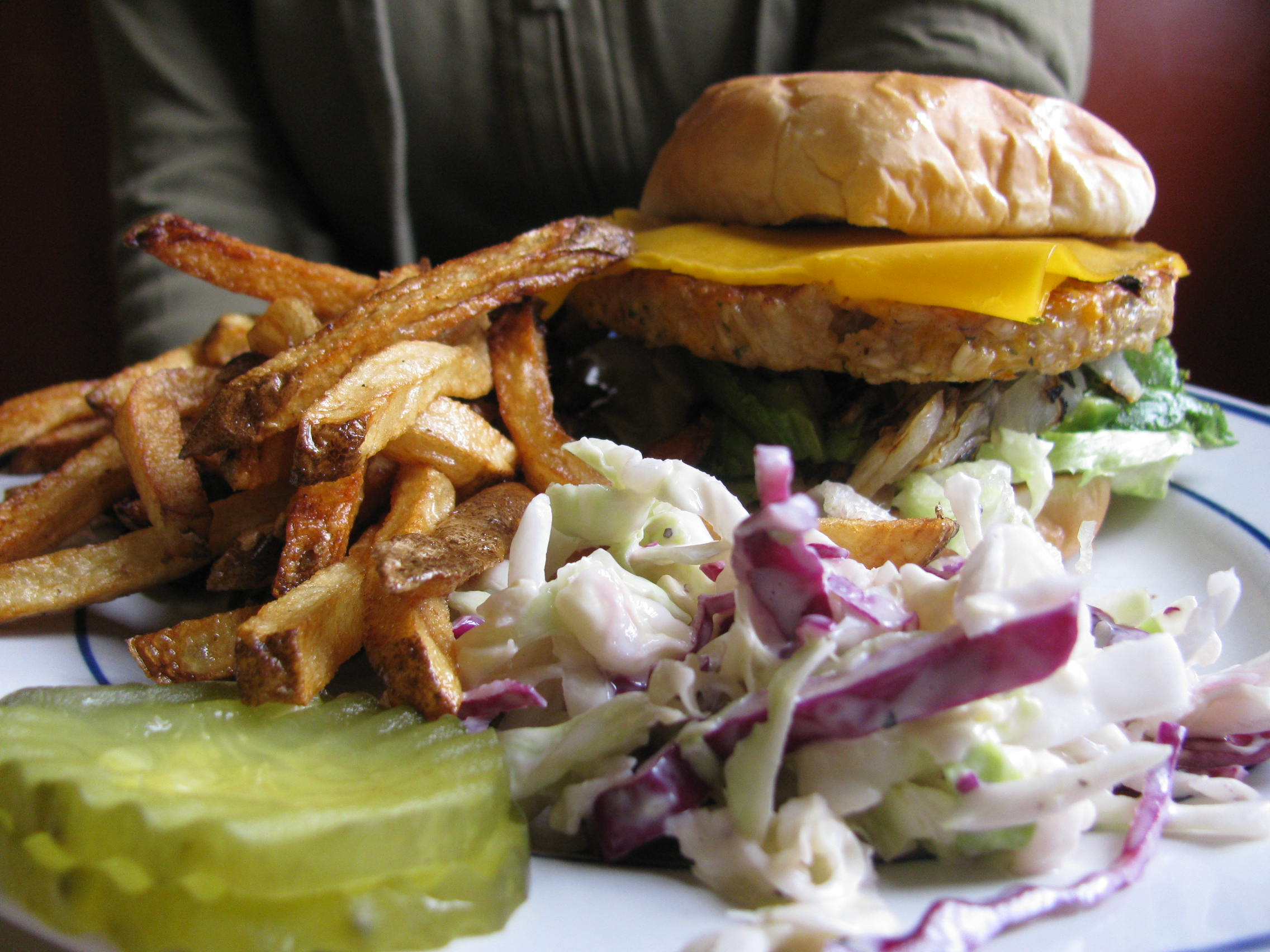
Una hamburguesa vegetariana rodeada de aderezos.

La carne picada cocinada ofrece al paladar un aspecto seco, es por esta razón por la que se suele acompañar con diferentes verduras que aporten texturas más húmedas a la carne de la hamburguesa. Una de las verduras más clásicas es la cebolla que, finamente picada en aros, se pone a veces en las últimas fases de tostado o fritura de la carne. De esta forma los azúcares naturales y los aromas de la cebolla se mezclan con los de la carne, proporcionando un agradable sabor. Otra de las verduras empleadas de forma más generalizada es la hoja de lechuga así como el apio, el tomate, el pepino, los champiñones laminados, entre otros vegetales. A veces uno de los añadidos más solicitados es una rodaja de alguna verdura encurtida como puede ser pepinillos e incluso en algunos casos un relish. Pueden encontrarse diversos pimientos, como pueden ser unos jalapeños. En algunas ocasiones para dar carácter a la hamburguesa se le añade cebolla caramelizada crujiente, baked beans, y a veces es común encontrar sauerkraut (col fermentada) y guacamole, así como ciertos relishes.
Algunas de las verduras pueden presentarse fritas: pakoras, aros de cebolla, etcétera. Las papas fritas son desde los comienzos de la hamburguesa uno de sus acompañamientos clásicos. Las cadenas de restaurantes las ofrecen en una especie de sobre. Antes del advenimiento de la hamburguesa las papas fritas se servían en locales diversos como un aperitivo. Puede incluir cebolla frita y, en algunos casos, chili con carne, judías pintas o tortillas chips.
La hamburguesa toma un carácter regional dependiendo de los condimentos que se le añadan, siendo uno de los más frecuentes y populares desde sus comienzos es el kétchup y la mostaza en salsa. Se puede encontrar acompañada con salsa Worcestershire (habitual en las lonchas de queso de la cheeseburger), o con salsas más locales como la alioli, la salsa mil islas (thousand island dressing), sopa de cebolla, mayonesa o queso fundido (al estilo de Cheez Whiz), cole slaw, etcétera). En algunos países suele añadirse a la hamburguesa un huevo frito (generalmente sobre la carne) y su preparación se sirve en una especie de plato combinado acompañado de cubertería.

## Nutrición

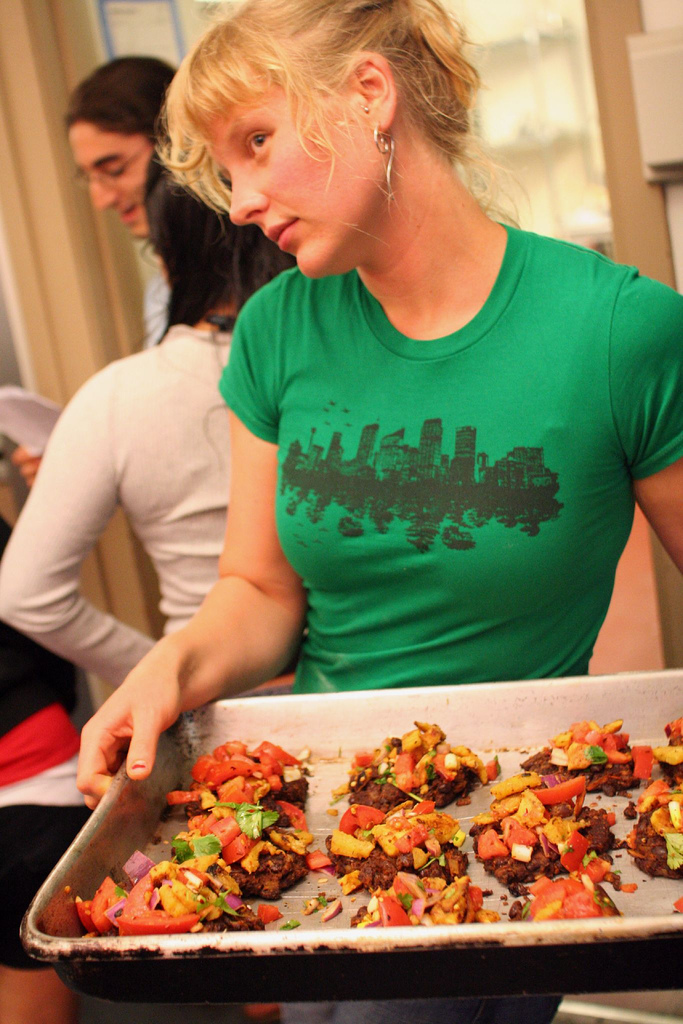
El contenido nutritivo de las hamburguesas depende de su forma de elaboración y de los ingredientes empleados.

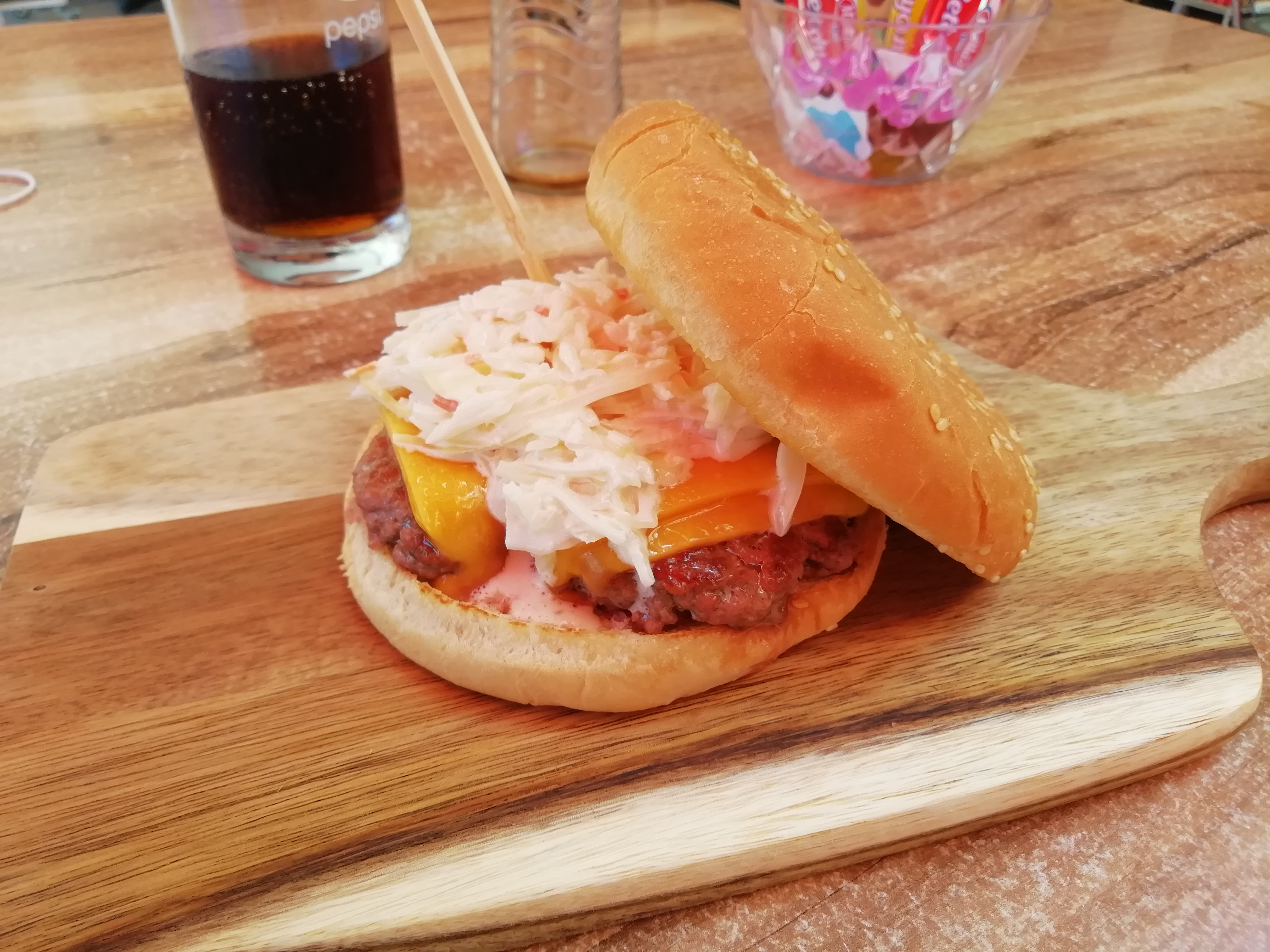
Hamburguesa con coleslaw, servida en el Restaurante Kompas, en la localidad turística de Palmanova, Mallorca (España).

Desde un punto de vista básico, la hamburguesa aporta proteínas (debido a su contenido predominantemente cárnico) e hidratos de carbono, que provienen del pan y del azúcar que contiene algunos de los aliños (que por regla general corresponde al kétchup). El contenido de grasas depende fundamentalmente del tipo de carne empleado en su elaboración. Por regla general, el contenido de calorías es en función del tipo de hamburguesa. Uno de los parámetros más importantes es su tamaño (es decir, su peso): a mayor tamaño, mayor número de calorías. Usualmente el tipo de carne es importante; por ejemplo, las hamburguesas elaboradas con carne de pavo o pollo, generalmente, poseen menos calorías que las de carne de vacuno. Las cheeseburgers (hamburguesas con queso) suelen ser más calóricas que sus elaboraciones similares sin queso. Los acompañamientos son, frecuentemente, una fuente de calorías en el menú de una hamburguesa; por ejemplo, un acompañamiento de papas fritas puede añadir cerca de unos 500 kcal al contenido calórico de una hamburguesa. Este tipo de menús ya suele cubrir las necesidades calóricas de una persona media (que suele rondar entre las 1500 kcal y los 2500 kcal, dependiendo de su actividad diaria).
Por otro lado, la cantidad de grasa depende del tipo de carne utilizado y sus agregados. Las hamburguesas con tocino, por ejemplo, poseen más grasa que aquellas que no la poseen, y de la misma forma sucede con el queso en las cheeseburgers. Las hamburguesas con contenidos calóricos por encima de las 1000 calorías se han venido a denominar "hamburguesas XXL". Los contenidos de sales de sodio son importantes y en muchos casos se desaconseja tomar este alimento en personas con problemas de tensión arterial. En algunas ocasiones los supermercados suelen ofrecer la carne picada y envasada de tal forma que resulta fácil preparar (comida confort), aunque, no obstante, resulta desaconsejable emplear este tipo de carne debido a que no es fácil saber su procedencia o su calidad. De todas formas, se ha investigado que el consumo prolongado de carne de vacuno picada y frita puede ser origen de anticarcinomas que previenen el cáncer debido a las substancias residuales del ácido linoléico durante el preparado de la carne mediante calentamiento.
Las corrientes actuales de la sociedad acerca de la «comida sana» hacen pensar que algo tiene que cambiar en la composición de las hamburguesas. Lo cierto es que la hamburguesa, por sí sola, es un alimento equilibrado, ya que contiene hidratos de carbono, proteínas y vitaminas. Pero la hamburguesa más común posee exceso de grasas con el objeto de mejorar y potenciar su sabor; en especial, debido a su origen animal, es una fuente de colesterol de baja densidad. La preocupación existe en las dosis semanales o mensuales o en alimentarse casi exclusivamente con este producto. El número adecuado de hamburguesas en una dieta equilibrada depende en gran medida del origen de sus ingredientes. Resulta aconsejable elaborar la hamburguesa en casa, con carne picada elegida por el consumidor de una pieza entera en la carnicería, y que no haya pasado tras su picado más de unas horas (siempre en la nevera).

## Higiene y salud
La hamburguesa común, preparada con carne picada o molida, presenta el riesgo de estar contaminada con bacterias como la Escherichia coli, causante del síndrome urémico hemolítico; esta dolencia puede afectar a los adultos pero es particularmente grave (y hasta mortal) en los niños, la gente inmunodeprimida y en ancianos. Ante esto se aconseja la cocción más completa posible de las hamburguesas (la bacteria S c se destruye cuando se superan los 70 °C durante unos 5 minutos), en otras palabras: no deben quedar zonas crudas o rosadas en el interior de la hamburguesa; más aún, se desaconseja dar de comer hamburguesas a los niños pequeños. Sin embargo, el exceso de cocción asimismo presenta otro problema para la salud, ya que el consumo frecuente de carne con partes quemadas también es nocivo.
Algunas personas sustituyen la carne de ternera o res por carne de pollo (elaborada bajo el mismo procedimiento), ya que alegan que esta última tiene menos riesgos (no tiende a albergar la Escherichia coli), además de que es de fácil digestión. Sin embargo, es bueno aclarar que la carne de pollo sí puede albergar otra peligrosa bacteria: la Salmonella. Cabe pensar que en muchos casos la carne picada se ve sometida a procesos oxidativos que modifican su sabor, haciendo que se ponga más rancia. Para evitar esto la industria de alimentación suele incluir antioxidantes en más o menos cantidad.
Según la OMS, la hamburguesa (así como otras formas de carne procesada como la salchichas y embutidos) aumenta el riesgo de sufrir cáncer. En efecto, la OMS considera que este tipo de alimento es “carcinógeno para los humanos”.

## Efectos sobre el medioambiente

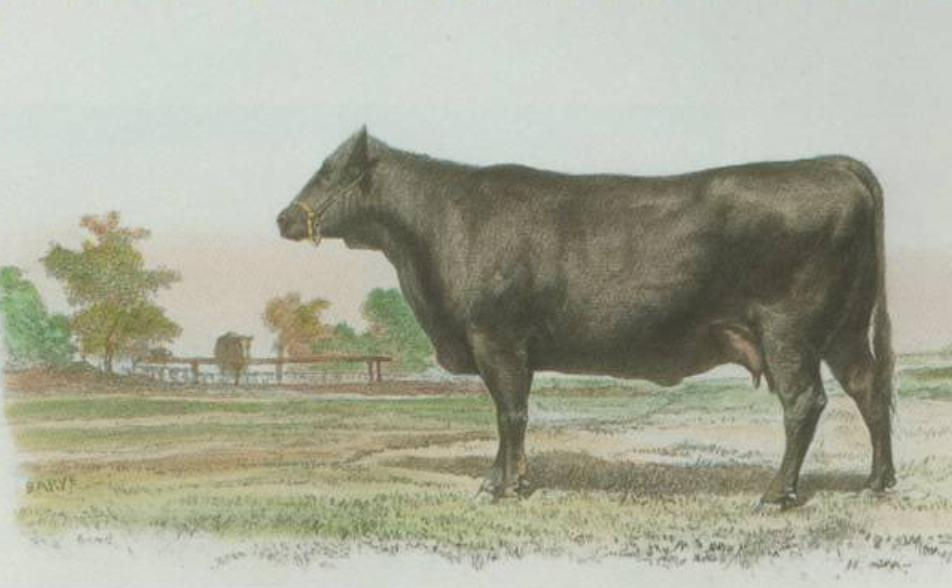
Raza vacuna de Angus, una de las más apreciadas entre los gourmets de las hamburguesas.

La producción de cualquier alimento acaba afectando de una forma u otra al medio ambiente. En el caso de la hamburguesa la producción de carne necesaria para soportar la demanda de algunos países hace que la ganadería intensiva afecte de alguna manera al medio ambiente. Para producir un kilo de hamburguesa de carne de vacuno se consume 12 veces más agua que para producir un kilo de pan, 64 veces más que un kilo de papas y 86 veces más que un kilo de tomates. Es decir que producir carne suficiente para abastecer a las grandes compañías distribuidoras de hamburguesas afecta de alguna forma al entorno. La proporcionalidad entre demanda y número de reses necesarias para abastecer a las compañías hace que la ganadería vacuna sea muy extensa. Los problemas inherentes a la ganadería intensiva de vacuno se multiplican a medida que crece el número de reses a tratar, problemas de incluyen un gran consumo de agua, devastación del terreno mediante tratamiento de residuos, contaminación ambiental, etcétera.

## Hamburguesa y sociedad
La hamburguesa se ha arraigado en la sociedad norteamericana como un plato nacional y posteriormente se ha globalizado, debido en parte a la expansión de las franquicias de cadenas de restaurantes de comida rápida. Su inicial popularidad, junto con sus debates, han hecho de ella un alimento polémico y adorado al mismo tiempo. En los primeros meses de 2001 la editorial Houghton Mifflin publica un libro denominado Fast Food Nation, del periodista Eric Schlosser, y abre una polémica reflexiva acerca de la comida rápida y cómo su producción en masa afecta a toda una nación.

### Datos sociales

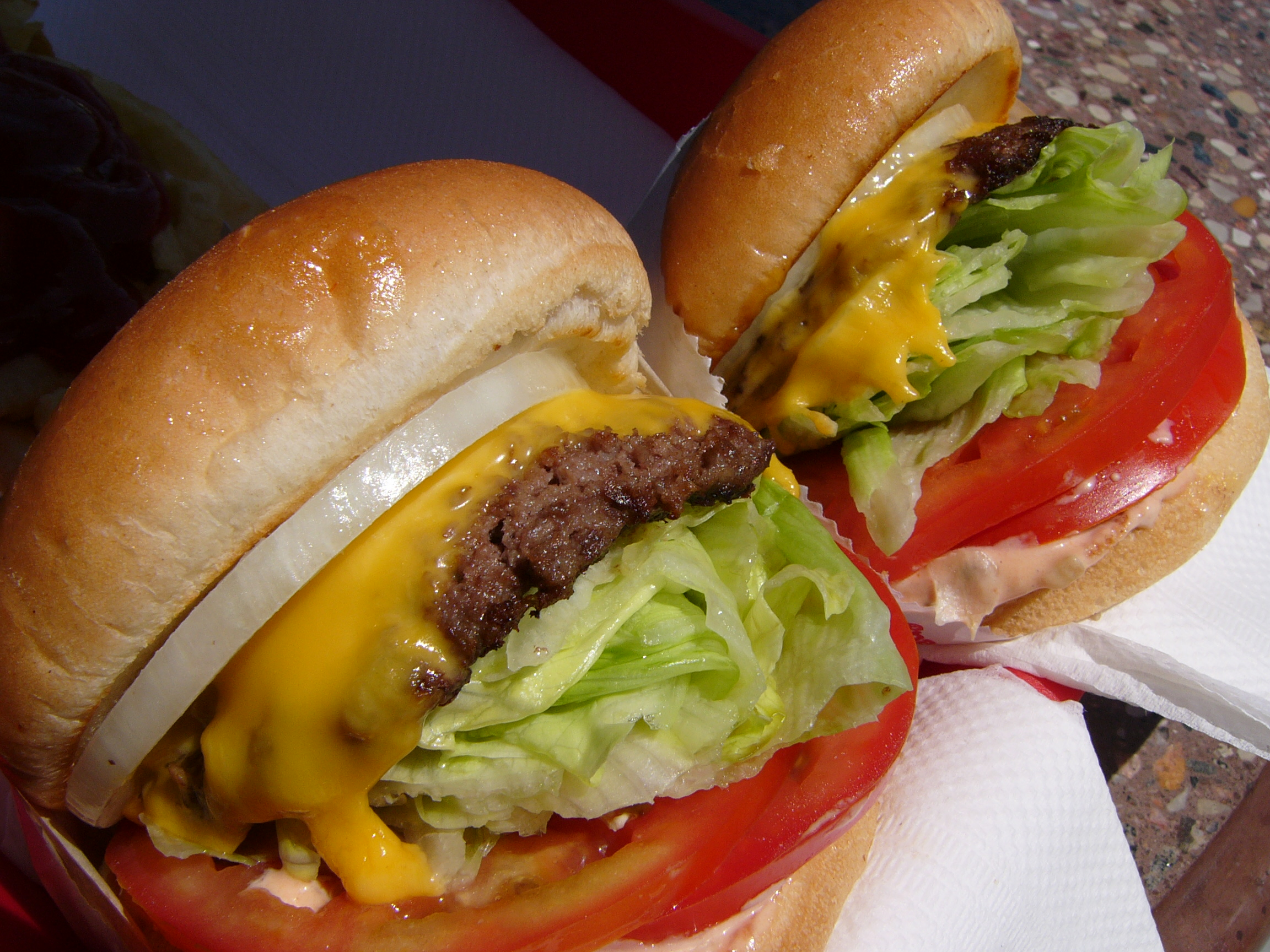
Unas cheeseburgers.

El consumo mundial de hamburguesas es bastante grande, y se puede decir que abre una página social dentro del mundo gastronómico. Por ejemplo, algunas de las cadenas de comida rápida, como McDonald's, han llegado a vender cerca de doce hamburguesas por habitante en todo el mundo,y en países como los Estados Unidos cada habitante come, de media, tres hamburguesas a la semana. El empleo gastronómico de la hamburguesa está tan extendido por todo el mundo que se emplea como un indicador de la economía de los países, el llamado Índice Big Mac, que es una tabla de ciento veinte países en la que se expone cuánto vale (en dólares) una hamburguesa en distintos lugares del mundo, siendo usado como método de estudio para evidenciar la paridad de precios internacional, conocida como la Ley del precio único.

### Hamburguesa en los medios

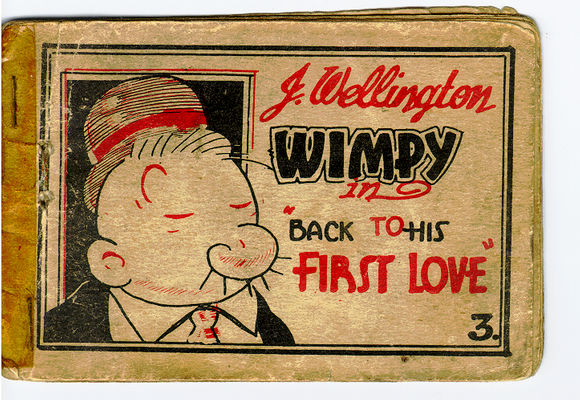
J. Wellington Wimpy (Wimpy), uno de los amigos de Popeye, que posee una avidez tremenda por las hamburguesas. Wimpy se hace amigo de Popeye en una tira cómica de 1931.

La popularidad de la hamburguesa ha hecho que aparezca en diversos medios y entornos sociales diversos. Se ha empleado en la denominación de protonebulosas, tal y como la denominada hamburguesa de Gómez (en inglés Gómez's Hamburger), por su parecido, y ha denominado batallas, como la batalla de la Colina de la Hamburguesa.

#### En historietas y en juegos
La hamburguesa se hace muy popular entre los estadounidenses durante el periodo de posguerra de la Primera Guerra Mundial, y una muestra de ello es la aparición de personajes de historieta, como Popeye, el Marino, que ingiere espinacas para ser fuerte. La primera aparición de Popeye fue el 17 de enero de 1929 como un personaje secundario de la tira cómica de E. C. Segar denominada Thimble Theater. Entre los personajes que rodean a Popeye se encuentra J. Wellington Wimpy (denominado abreviadamente Wimpy y en la versión española Pilón), que es un amante de las hamburguesas, un personaje que aparece como educado y glotón. Este personaje de la década de 1930 presenta la hamburguesa a la juventud de la época como un alimento sano. Se creó una cadena de restaurantes de comida rápida denominada Wimpy's en su honor. De la misma forma, el personaje de ficción Jughead Jones, que aparece en Archie Comics y que fue creado en 1941, aparece también como un apasionado de la comida, en especial de las hamburguesas. El personaje de dibujos animados Bob Esponja tiene como empleo ser cocinero de las hamburguesas especiales cangreburgers, las cuales tienen cierto protagonismo en varios de los capítulos. En enero de 2011 se estrenó la serie de dibujos animados Bob's Burgers, donde los protagonistas realizan sus aventuras en torno a una hamburguesería propiedad del personaje Bob Belcher.
Con la misma idea aparecen personajes ficticios en la cultura de los Estados Unidos, como puede ser Ronald McDonald, personaje con disfraz de payaso ideado por Willard Scott, que aparece en el año 1963 por primera vez en un programa de televisión. Su contraparte empresarial, Burger King, estrenó su personaje en 1955, el "rey de Burger King". Otra de las apariciones populares de la hamburguesa tiene lugar en Zap Comix #2, uno de los más famosos cómics underground de finales de la década de 1960, en el que el dibujante Robert Crumb diseña un personaje denominado Hamburger Hi-Jinx.
Existen ciertos juegos de ordenador como Burgertime (バーガータイム, Hora de las hamburguesas en español), un juego de arcade que consiste en elaborar una hamburguesa y hacer un reparto de la misma bajo diferentes situaciones. En usa situación similar se encuentra Megamania. En otros juegos aparece la hamburguesa relacionada con el premio, como sucede en Bad Dudes Vs. DragonNinja y Chameleon Twist 2.

#### Arte
El pop art incluye a la hamburguesa como elemento artístico, apareciendo en obras de Andy Warhol (Dual hamburger), Claes Oldenburg (Floor burger), Mel Ramos (en Vinaburger, de 1975) y, más adelante, David LaChapelle (Death by hamburger, de 2002).

#### Documentales y películas
Tras el polémico libro de Schlosser aparecen documentales relacionados con la hamburguesa, como Super size me, dirigida y protagonizada por Morgan Spurlock (2004), en la que decide alimentarse únicamente de comida de los restaurantes McDonald's durante un mes entero. La película reabrió la controversia sobre la calidad nutritiva de la comida rápida en general y de McDonald's en particular. Muchos nutricionistas opinan que la comida rápida puede formar parte de una dieta equilibrada más diversa. 
En el mismo año se estrena la película Harold & Kumar Go to White Castle, ambientada en el entorno de los restaurantes White Castle. Posteriormente, en 2006, Fast Food Nation refleja en un mundo de ficción las intrigas y maquinaciones de la industria cárnica en la frontera entre los Estados Unidos y México, estando la obra basada en el libro de 2001 Fast Food Nation: The Dark Side of the All-American Meal. Good Burger es una película cómica protagonizada por Kel Mitchell y Kenan Thompson, basada en un sketch de Todo eso y más y que fue dirigida por Brian Robbins y producida por Nickelodeon Movies. En el siglo XXI una serie de dibujos animados denominada Bob Esponja muestra a su personaje habitual haciendo hamburguesas llamadas cangreburgers. El 18 de septiembre de 2009 se estrenó la película animada Cloudy with a Chance of Meatballs (conocida en Hispanoamérica como Lluvia de Hamburguesas). La película está relacionada con las hamburguesas, aunque también tiene relación con todos los alimentos en general. Fue distribuida por Columbia Pictures y está basada en un popular libro homónimo estadounidense.
En 2016 se estrena la película The Founder (llamada El fundador en España y Hambre de poder en Hispanoamérica), que cuenta la historia de Ray Kroc y su adquisición de la cadena de comida rápida McDonald's.